# Protemnodon
Protemnodon és un gènere extint de marsupials de la família dels macropòdids que visqueren al continent australià entre el Pliocè inferior i el Plistocè superior. Se n'han trobat restes fòssils a Austràlia i Papua Nova Guinea. Les espècies d'aquest grup tenien les potes posteriors de proporcions intermèdies entre les dels cangurs arborícoles i les dels ualabis rupestres. Les més grosses, que podien atènyer un pes de 166 kg, caminaven de quatre grapes més sovint que els seus parents d'avui en dia, tot i que presentaven una barreja de caràcters associats a un estil de vida saltador i d'altres associats a la locomoció quadrúpeda.